# Margarete Schiller
Margarete Schiller (auch: Margarete Zowada-Schiller, Pseudonym: Gustav Schiller; * 15. Juli 1887 in Groß Wilkau, Kreis Reichenbach; † 18. Juni 1968 in Herberhausen) war eine deutsche Schriftstellerin.
Margarete Schiller lebte in Garbsen bei Hannover. Sie war Verfasserin von Romanen, Erzählungen und Gedichten. Sie schrieb auch Gedichte in schlesischer Mundart.

## Werke
- Willkommen daheim!, Friedrichshagen 1918 (zusammen mit Georg Holzhey)
- Der große Wurf, Leipzig 1919 (unter dem Namen Gustav Schiller)
- Menschen, denen Jesus begegnete, Friedrichshagen bei Berlin 1920
- Minchen Lauter, Berlin-Friedrichshagen 1921
- Reine Sünder, Leipzig 1921
- Das Vaterunser, Berlin-Friedrichshagen 1921
- Herrn v. Sürens Heiratsgesuch, Reutlingen 1929 (unter dem Namen Margarete Zowada-Schiller)
- Das Glück von Süren, Reutlingen 1931 (unter dem Namen Margarete Zowada-Schiller)
- Die lachende Frau Lore, Reutlingen 1931 (unter dem Namen Margarete Zowada-Schiller)
- Heirat auf Probe, Reutlingen 1933 (unter dem Namen M. Zowada-Schiller)
- Der Herr vom Bonifatiusplatz, Reutlingen 1936
- Umsturz bei Piepenröhrs, Reutlingen 1937
- Fipps im Goldregen, Bad Blankenburg 1939
- Piepenröhrs in der Tinte, Bad Blankenburg 1941
- Mir hoot getreemt, doas ich derheeme woar. Gedichte in schlesischer Mundart. Arbeitskreis Archiv für Schlesische Mundart in Baden-Württemberg, 1991